# فرودگاه آنسونگو
فرودگاه آنسونگو (به انگلیسی: Ansongo Airport) یک فرودگاه است . این فرودگاه در شهر آنسونگو کشور مالی قرار دارد .